# 2024－2025年澳洲地區熱帶氣旋季

2024－25年澳洲地區熱帶氣旋季，泛指在2024年7月至2025年6月內的任何時間在澳洲所產生的熱帶氣旋。大部份於澳洲地區的熱帶氣旋通常都會於11月至4月期間形成。
本條目的範圍僅侷限於赤道以南，東經90度-160度以內的澳洲地區水域。這範圍包括了澳大利亞、巴布亞新幾內亞、所羅門群島的西部地區、東帝汶和印度尼西亞的南部地區。在澳洲地區產生的熱帶氣旋是由澳洲、印尼和巴布亞新畿內亞命名，而美國聯合颱風警報中心會把在該地區的熱帶低氣壓的編號以S或P字母作結。
以下各熱帶氣旋資訊以熱帶氣旋存在期間的最強形態為準。

## 已被國際命名的熱帶氣旋

### 熱帶氣旋羅賓（Robyn）
11月14日，低氣壓在苏門答腊西部海域生成。
11月18日，澳洲氣象局將其升格為熱帶低氣壓，给予編號01U。
11月24日上午5時半，聯合颱風警報中心鉴定其與芬加爾産生了「雙氣旋」。
11月28日下午2時，澳洲氣象局將其升格為一級熱帶氣旋，命名為羅賓（Robyn）。聯合颱風警報中心將其升格為熱帶風暴，给予熱帶氣旋編號03S。
11月29日，澳洲氣象局將其升格為二級熱帶氣旋。上午9時，澳洲氣象局將其降格為一級熱帶氣旋。
11月30日，澳洲氣象局表示羅賓已轉化為后熱帶氣旋。

### 強烈熱帶氣旋肖恩（Sean）
1月15日，低氣壓在西澳大利亞北部上空生成，美國海軍研究實驗室給予其擾動編號91S。
1月17日晚間8時，澳洲氣象局將其升格為熱帶低氣壓，並給予編號11U。
1月19日，其殘餘吞併熱帶低氣壓10U。上午11時，澳洲氣象局將其升格為一級熱帶氣旋，命名為肖恩（Sean）。同時，聯合颱風警報中心將其升格為熱帶風暴。晚間5時，澳洲氣象局將其升格為二級熱帶氣旋。晚間11時，聯合颱風警報中心將其升格為一級熱帶氣旋。
1月20日上午11時，澳洲氣象局將其升格為三級強烈熱帶氣旋。同時，聯合颱風警報中心將其升格為二級熱帶氣旋。晚間5時，澳洲氣象局將其升格為四級強烈熱帶氣旋。同時，聯合颱風警報中心將其升格為三級熱帶氣旋。
1月21日上午11時，澳洲氣象局將其降格為三級強烈熱帶氣旋。同時，聯合颱風警報中心將其降格為二級熱帶氣旋。晚間5時，聯合颱風警報中心將其降格為一級熱帶氣旋。晚間11時，澳洲氣象局將其降格為二級熱帶氣旋。同時，聯合颱風警報中心將其降格為一級熱帶氣旋。
1月22日上午5時，聯合颱風警報中心將其降格為熱帶風暴。上午11時，澳洲氣象局將其降格為一級熱帶氣旋。晚間5時，澳洲氣象局認為其已轉化為一溫帶氣旋。
1月23日晚間8時，聯合颱風警報中心對其發佈最後警報。

#### 事後調整
聯合颱風警報中心將肖恩的巔峰風速下調至110節（每小時205公里）。

### 強烈熱帶氣旋塔莉亞（Taliah）
1月31日，低氣壓在西澳西北方形成，美國海軍研究實驗室給予其擾動編號90S。晚間8時，澳大利亞國家氣象局將其升格為熱帶低氣壓，並給予編號14U。
2月2日上午11時，聯合颱風警報中心將其升格為熱帶風暴。晚間5時，澳洲氣象局將其升格為一級熱帶氣旋，命名為塔莉亞（Taliah）。晚間11時，澳洲氣象局將其升格為二級熱帶氣旋。
2月3日上午5時，聯合颱風警報中心將其升格為一級熱帶氣旋。
2月4日上午5時，澳洲氣象局將其升格為三級強烈熱帶氣旋。晚間5時，聯合颱風警報中心將其升格為二級熱帶氣旋。
2月5日上午5時，聯合颱風警報中心將其降格為一級熱帶氣旋。晚間5時，澳洲氣象局將其降格為二級熱帶氣旋。
2月6日上午5時，聯合颱風警報中心將其降格為熱帶風暴。晚間5時，聯合颱風警報中心再度將其升格為一級熱帶氣旋。
2月7日上午5時，聯合颱風警報中心在再度將其降格為熱帶風暴。晚間5時，澳洲氣象局將其降格為一級熱帶氣旋。
2月11日晚間11時，澳洲氣象局再度將其升格為二級熱帶氣旋。
2月12日晚間11時，系統離開澳大利亞國家氣象局責任範圍，因此改由留尼汪氣象部接續發報。

### 強烈熱帶氣旋文斯（Vince）
1月31日，低氣壓在科科斯群島東南方形成，美國海軍研究實驗室給予其擾動編號99S。晚間8時，澳大利亞國家氣象局將其升格為熱帶低氣壓，並給予編號15U。
2月2日上午5時，聯合颱風警報中心將其升格為熱帶風暴。
2月3日上午11時，澳洲氣象局將其升格為一級熱帶氣旋，命名為文斯（Vince）。晚間5時，澳洲氣象局將其升格為二級熱帶氣旋。
2月4日凌晨3時，聯合颱風警報中心將其升格為一級熱帶氣旋。上午5時，澳洲氣象局將其升格為三級強烈熱帶氣旋。上午11時，聯合台風警報中心將其升格為二級熱帶氣旋。下午5時，聯合台風警報中心將其升格為三級熱帶氣旋。晚間11時，系統離開澳大利亞國家氣象局責任範圍，因此改由留尼汪氣象部接續發報。

### 強烈熱帶氣旋澤莉亞（Zelia）
2月7日，低氣壓在西澳以北形成，美國海軍研究實驗室給予其擾動編號96S。晚上8時，澳大利亞國家氣象局將其升格為熱帶低氣壓，並給予編號18U。
2月11日晚間6時，聯合颱風警報中心將其升格為熱帶風暴，給予編號17S。晚間11時，澳洲氣象局將其升格為一級熱帶氣旋，命名為澤莉亞（Zelia）。
2月12日晚間5時，澳洲氣象局將其升格為二級熱帶氣旋。同時，聯合颱風警報中心將其升格為一級熱帶氣旋。晚間7時，澳洲氣象局將其升格為三級強烈熱帶氣旋。晚間11時，澳洲氣象局將其升格為四級強烈熱帶氣旋。
2月13日清晨5時，聯合颱風警報中心將其升格為二級熱帶氣旋。上午11時，聯合颱風警報中心直接將其升格為四級熱帶氣旋。下午5時，澳洲氣象局將其升格為五級強烈熱帶氣旋。
2月14日下午2時，澳洲氣象局將其降格為四級強烈熱帶氣旋。同時，澳洲氣象局表示其在正午12時半左右在德格雷河附近登陸，登陸強度為四級強烈熱帶氣旋。晚間8時，聯合颱風警報中心將其降格為三級熱帶氣旋並對其發佈最後警報。晚間11時，澳洲氣象局將其降格為三級強熱帶氣旋並對其發佈最後一報。
2月15日，澳洲氣象局認為澤莉亞已消散。

#### 事後調整
澳洲氣象局將澤莉亞的巔峰風速上調至115節（每小時215公里）。

### 強烈熱帶氣旋比安卡（Bianca）
2月17日，低氣壓在帝汶海形成，美國海軍研究實驗室給予其擾動編號99S。
2月18日上午11時，澳大利亞國家氣象局將其升格為熱帶低氣壓，並給予編號21U。
2月23日晚間5時，聯合颱風警報中心將其升格為熱帶風暴，給予編號20S。晚間11時，澳洲氣象局將其升格為一級熱帶氣旋，命名為比安卡（Bianca）。
2月24日上午11時，澳洲氣象局將其升格為二級熱帶氣旋。晚間5時，聯合颱風警報中心將其升格為一級熱帶氣旋。晚間11時，澳洲氣象局將其升格為三級強烈熱帶氣旋。
2月25日凌晨4時，聯合颱風警報中心將其升格為二級熱帶氣旋。上午11時，澳洲氣象局將其升格為四級強烈熱帶氣旋。同時，聯合颱風警報中心將其升格為三級熱帶氣旋。晚間5時，澳洲氣象局將其降格為三級強烈熱帶氣旋。晚間11時，聯合颱風警報中心將其降格為二級熱帶氣旋。
2月26日上午11時，澳洲氣象局將其降格為二級熱帶氣旋。同時，聯合颱風警報中心將其降格為一級熱帶氣旋。晚間11時，澳洲氣象局將其降格為一級熱帶氣旋。
2月27日清晨5時，澳洲氣象局對其發佈最後一報。同時，聯合颱風警報中心對其發佈最後警報。

#### 事後調整
澳洲氣象局將比安卡的巔峰風速上調至95節（每小時175公里），並將其氣壓下調至954百帕。

### 強烈熱帶氣旋阿爾弗雷德（Alfred）
2月20日，低氣壓在約克角半島以東形成，美國海軍研究實驗室給予其擾動編號93P。下午2時，澳大利亞國家氣象局將其升格為熱帶低氣壓，並給予編號22U。
2月22日晚間5時，聯合颱風警報中心將其升格為熱帶風暴，給予編號18P。
2月23日晚間5時，澳洲氣象局將其升格為一級熱帶氣旋，命名為阿爾費雷德（Alfred）。
2月24日晚間5時，澳洲氣象局將其升格為二級熱帶氣旋。晚間11時，澳洲氣象局將其降格為一級熱帶氣旋。同時，聯合颱風警報中心將其升格為一級熱帶氣旋。
2月25日清晨5時，澳洲氣象局再度將其升格為二級熱帶氣旋。同時，聯合颱風警報中心將其降格為熱帶風暴。上午9時，聯合颱風警報中心再度將其升格為一級熱帶氣旋。
2月26日晚間5時，聯合颱風警報中心將其升格為二級熱帶氣旋。晚間11時，澳洲氣象局將其升格為三級強烈熱帶氣旋。
2月27日晚間5時，澳洲氣象局將其升格為四級強烈熱帶氣旋。同時，聯合颱風警報中心將其升格為三級熱帶氣旋。晚間11時，聯合颱風警報中心將其升格為四級熱帶氣旋。
2月28日清晨5時，澳洲氣象局將其降格為三級強烈熱帶氣旋。同時，聯合颱風警報中心將其降格為三級熱帶氣旋。晚間5時，澳洲氣象局再度將其升格為四級強烈熱帶氣旋。
3月1日清晨5時，澳洲氣象局再度將其降格為三級強烈熱帶氣旋。晚間5時，聯合颱風警報中心將其降格為二級熱帶氣旋。晚間11時，澳洲氣象局將其降格為二級熱帶氣旋。同時，聯合颱風警報中心將其降格為一級熱帶氣旋。
3月2日清晨5時，聯合颱風警報中心將其降格為熱帶風暴。晚間5時，澳洲氣象局將其降格為一級熱帶氣旋。
3月3日清晨5時，澳洲氣象局再度將其升格為二級熱帶氣旋。上午11時，澳洲氣象局再度將其降格為一級熱帶氣旋。
3月4日清晨5時，澳洲氣象局再度將其升格為二級熱帶氣旋。
3月8日凌晨2時，澳洲氣象局再度將其降格為一級熱帶氣旋。上午7時，澳洲氣象局將其降格為熱帶低氣壓並對其發佈最後一報。下午2時，聯合颱風警報中心對其發佈最後警報。
3月9日，澳洲氣象局認為阿爾費雷德已消散。

### 強烈熱帶氣旋考特妮（Courtney）
3月21日，低氣壓在皮爾布拉海岸西北部形成，美國海軍研究實驗室給予其擾動編號92S。
3月22日中午12時，澳大利亞國家氣象局將其升格為熱帶低氣壓，給予編號27U。
3月24日晚間11時，聯合颱風警報中心將其升格為熱帶風暴，給予熱帶氣旋編號27S。
3月26日清晨5時，澳洲氣象局將其升格為一級熱帶氣旋，命名為考特妮（Courtney）。晚間5時，澳洲氣象局將其升格為二級熱帶氣旋。晚間11時，聯合颱風警報中心將其升格為一級熱帶氣旋。
3月27日清晨5時，澳洲氣象局將其升格為三級強熱帶氣旋。
3月28日清晨5時，聯合颱風警報中心將其升格為二級熱帶氣旋。上午11時，聯合颱風警報中心將其降格為一級熱帶氣旋。晚間11時，澳洲氣象局將其升格為四級強熱帶氣旋。同時，聯合颱風警報中心直接將其升格為三級熱帶氣旋。
3月29日清晨5時，聯合颱風警報中心將其升格為四級熱帶氣旋。晚間11時，系統離開澳大利亞國家氣象局責任範圍，因此改由留尼汪氣象部接續發報。

#### 事後調整
澳洲氣象局將考特妮的氣旋等級升格為五級強熱帶氣旋，並將其巔峰風速上調至110節（每小時205公里）。

### 熱帶氣旋黛安娜（Dianne）
3月24日，低氣壓在金伯利海岸西北部形成，美國海軍研究實驗室給予其擾動編號93S。
3月25日晚間11時，澳大利亞國家氣象局將其升格為熱帶低氣壓，給予編號28U。
3月28日上午11時，聯合颱風警報中心將其升格為熱帶風暴，給予編號28S。晚間8時，澳洲氣象局將其升格為一級熱帶氣旋，命名為黛安娜（Dianne）。
3月29日清晨5時，聯合颱風警報中心對其發佈最後警報。上午8時，澳洲氣象局表示其在鸚鵡島以東登陸。上午11時，澳洲氣象局表示黛安娜已轉化為一后熱帶氣旋。

#### 事後調整
澳洲氣象局將黛安娜的氣旋等級升格為二級熱帶氣旋，並將其巔峰風速上調至50節（每小時95公里），及氣壓下調至984百帕。

### 強烈熱帶氣旋埃羅爾（Errol）
4月8日，低氣壓在阿拉弗拉海形成，美國海軍研究實驗室給予其擾動編號96P。
4月9日上午7時，澳大利亞國家氣象局將其升格為熱帶低氣壓，並給予編號29U。
4月12日淩晨4時，聯合颱風警報中心將其升格為熱帶風暴，給予熱帶氣旋編號29S。
4月15日晚間10時，澳洲氣象局將其升格為一級熱帶氣旋，命名為埃羅爾（Errol）。
4月16日淩晨4時，澳洲氣象局將其升格為二級熱帶氣旋。聯合颱風警報中心將其升格為一級熱帶氣旋。下午4時，澳洲氣象局將其升格為三級強烈熱帶氣旋。同時，聯合颱風警報中心直接將其升格為四級熱帶氣旋。晚間10時，澳洲氣象局將其升格為四級強烈熱帶氣旋。同時，聯合颱風警報中心將其升格為五級熱帶氣旋。
4月17日淩晨4時，聯合颱風警報中心將其降格為四級熱帶氣旋。下午4時，澳洲氣象局將其降格為三級強烈熱帶氣旋。同時，聯合颱風警報中心將其降格為三級熱帶氣旋。晚間10時，聯合颱風警報中心直接將其降格為一級熱帶氣旋。
4月18日淩晨1時，澳洲氣象局將其降格為二級熱帶氣旋。上午8時，澳洲氣象局將其降格為一級熱帶氣旋。同時，聯合颱風警報中心將其降格為熱帶風暴。下午4時，澳洲氣象局表示埃羅爾已轉化為一後熱帶氣旋。

#### 事後調整
澳洲氣象局將埃羅爾的氣旋等級升格為五級強熱帶氣旋，並將其巔峰風速上調至110節（每小時205公里）及氣壓下調至936百帕。

## 未被國際命名的熱帶氣旋

### 熱帶低氣壓04U
12月4日，低氣壓在爪哇島西南部海域生成，澳洲氣象局將其升格為熱帶低氣壓，給予編號04U。
12月11日，澳洲氣象局認為其已消散。

### 熱帶低氣壓02U
12月7日，低氣壓在松巴島附近生成，澳洲氣象局將其升格為熱帶低氣壓，給予編號02U。
12月13日，澳洲氣象局認為其已消散。

### 熱帶低氣壓06U
12月21日上午9時，低氣壓在珊瑚海形成，美國海軍研究實驗室給予其擾動編號96P。
12月21日晚間8時，澳大利亞國家氣象局將其升格為熱帶低氣壓，並給予編號06U。

### 熱帶低氣壓07U
12月22日，低氣壓在科科斯群島東南方形成，美國海軍研究實驗室給予其擾動編號98S。晚間8時，澳大利亞國家氣象局將其升格為熱帶低氣壓，並給予編號07U。
12月27日下午2時，聯合颱風警報中心將其升格為熱帶風暴，给予熱帶氣旋編號05S。
12月28日上午11時，聯合颱風警報中心將其降格為熱帶低氣壓。晚間8時，聯合颱風警報中心對其發佈最後警報。
12月30日，澳洲氣象局認為其已消散。

### 熱帶低氣壓08U（迪克勒迪）
12月30日，低氣壓在聖誕島東南方形成，美國海軍研究實驗室給予其擾動編號94S。晚間8時，澳大利亞氣象局將其升格為熱帶低氣壓，並给予編號08U。
1月4日，澳洲氣象局認為其已消散。之後，其殘餘環流在西南印度洋海域發展為熱帶氣旋迪克勒迪。

### 熱帶低氣壓13U
1月27日，低氣壓在約克半島以東形成，美國海軍研究實驗室給予其擾動編號94P。
1月28日，美國海軍研究實驗室重新給予其擾動編號96P。
1月29日晚間11時，澳大利亞國家氣象局將其升格為熱帶低氣壓，並給予編號13U。

### 熱帶低氣壓16U
2月2日，低氣壓在瓦努阿圖西北方形成，美國海軍研究實驗室給予其擾動編號92P。晚間8時，澳大利亞國家氣象局將其升格為熱帶低氣壓，並給予編號16U。
2月4日上午8時，系統離開澳大利亞國家氣象局責任範圍，因此改由斐濟氣象局接續發報。

### 熱帶低氣壓19U
2月6日，低氣壓在昆士蘭州近岸形成，美國海軍研究實驗室給予其擾動編號95P。
2月7日上午9時，澳大利亞國家氣象局將其升格為熱帶低氣壓，並給予編號19U。
2月11日上午8時，系統離開澳大利亞國家氣象局責任範圍，因此改由斐濟氣象局接續發報。

### 熱帶低氣壓20U
2月10日，低氣壓在昆士蘭州北部形成，美國海軍研究實驗室給予其擾動編號97P。晚上9時，澳大利亞國家氣象局將其升格為熱帶低氣壓，並給予編號20U。

### 熱帶低氣壓23U（伊沃娜）
3月4日，低氣壓在蘇門答臘西南方形成，美國海軍研究實驗室給予其擾動編號98S。
3月5日下午2時，澳大利亞國家氣象局將其升格為熱帶低氣壓，並給予編號23U。
3月8日晚間6時，系統離開澳大利亞國家氣象局責任範圍，因此改由留尼汪氣象部接續發報。

### 熱帶氣旋25U
3月16日，低氣壓在聖誕島東南方形成，美國海軍研究實驗室給予其擾動編號91S。
3月17日上午8時，澳大利亞國家氣象局將其升格為熱帶低氣壓，並給予編號25U。
3月19日凌晨3時，聯合颱風警報中心將其升格為熱帶風暴，给予熱帶氣旋編號26S。
3月21日清晨5時，澳洲氣象局對其發佈最後一報。同時，聯合颱風警報中心對其發佈最後警報。之後，其殘餘低壓被考特妮吞併。

#### 事後調整
澳洲氣象局認為25U曾達到一級熱帶氣旋強度。

### 熱帶低氣壓30U
4月13日，低氣壓在卡奔塔利亞灣形成，美國海軍研究實驗室給予其擾動編號97P。晚上7時，澳大利亞國家氣象局將其升格為熱帶低氣壓，並給予編號30U。
4月18日下午4時，聯合颱風警報中心將其升格為熱帶風暴，給予熱帶氣旋編號31P。
4月22日晚間10時，聯合颱風警報中心對其發佈最後警報。
4月23日淩晨4時，澳洲氣象局對其發佈最後警報。

### 熱帶低氣壓33U
5月7日，低氣壓在新幾內亞島上空形成，美國海軍研究實驗室給予其擾動編號93P。
5月9日上午10時，澳大利亞國家氣象局將其升格為熱帶低氣壓，並給予編號33U。
5月11日下午4時，聯合颱風警報中心將其升格為熱帶風暴，給予熱帶氣旋編號32P。
5月12日上午10時，聯合颱風警報中心對其發布最後警報。下午4時，澳洲氣象局對其發佈最後警報。

### 熱帶低氣壓34U
5月9日，低氣壓在所羅門群島附近形成，美國海軍研究實驗室給予其擾動編號94P。
5月11日上午10時，澳大利亞國家氣象局將其升格為熱帶低氣壓，並給予編號34U。
5月14日下午4時，澳洲氣象局對其發佈最後警報。

## 氣旋季影響
以下表格顯示了2024－2025年澳洲地區熱帶氣旋季的所有熱帶氣旋以及它們的登陸資料。在括號內的死亡人數屬於非直接，但仍與風暴有關的死亡。所有破壞及死亡數字都包括風暴在擾動及溫帶氣旋階段時的資料。
| 風暴名稱        | 持續日期                      | 最高強度         | 持續風速      | 氣壓         | 影響地區                                                              | 損失 （美元） | 死亡人數 | 來源 |
| --------------- | ----------------------------- | ---------------- | ------------- | ------------ | --------------------------------------------------------------------- | ------------- | -------- | ---- |
| 羅賓            | 11月18日一11月30日            | 二級熱帶氣旋     | 每小時100公里 | 985百帕斯卡  | 印度尼西亞（大巽他群島）、科科斯群島                                  | >21.3萬       | 41       |      |
| 04U             | 12月4日一12月11日             | 熱帶低氣壓       | 每小時45公里  | 1001百帕斯卡 | 印度尼西亞（大巽他群島）、科科斯群島                                  | 未知          | 11       |      |
| 02U             | 12月7日一12月13日             | 熱帶低氣壓       | 每小時55公里  | 998百帕斯卡  | 無                                                                    | 無            | 0        |      |
| 06U             | 12月21日一12月23日            | 熱帶低氣壓       | 每小時45公里  | 998百帕斯卡  | 昆士蘭州                                                              | 無            | 0        |      |
| 07U             | 12月22日一12月30日            | 熱帶低氣壓       | 每小時65公里  | 999百帕斯卡  | 科科斯群島                                                            | 無            | 0        |      |
| 08U（迪克勒迪） | 12月30日一1月4日              | 熱帶低氣壓       | 每小時45公里  | 1002百帕斯卡 | 無                                                                    | 無            | 0        |      |
| 09U             | 1月6日一1月12日               | 一級熱帶氣旋     | 每小時75公里  | 1000百帕斯卡 | 無                                                                    | 無            | 0        |      |
| 10U             | 1月13日一1月17日              | 熱帶低氣壓       | 每小時30公里  | 1006百帕斯卡 | 無                                                                    | 無            | 0        |      |
| 肖恩            | 1月17日一1月22日              | 四級強烈熱帶氣旋 | 每小時175公里 | 945百帕斯卡  | 西澳                                                                  | 未知          | 0        |      |
| 13U             | 1月29日一2月1日               | 熱帶低氣壓       | 每小時55公里  | 999百帕斯卡  | 昆士蘭州                                                              | 無            | 1        |      |
| 塔莉亞          | 1月31日一2月12日              | 三級強烈熱帶氣旋 | 每小時140公里 | 964百帕斯卡  | 聖誕島、科科斯群島                                                    | 無            | 0        |      |
| 文斯            | 1月31日一2月4日               | 三級強烈熱帶氣旋 | 每小時150公里 | 968百帕斯卡  | 無                                                                    | 無            | 0        |      |
| 16U             | 2月2日一2月4日                | 熱帶低氣壓       | 風力不詳      | 1006百帕斯卡 | 無                                                                    | 無            | 0        |      |
| 19U             | 2月7日一2月11日               | 熱帶低氣壓       | 風力不詳      | 1000百帕斯卡 | 昆士蘭州                                                              | 無            | 0        |      |
| 澤莉亞          | 2月7日一2月15日               | 五級強烈熱帶氣旋 | 每小時215公里 | 927百帕斯卡  | 金伯利、皮爾布拉                                                      | 7.33億        | 0        |      |
| 20U             | 2月10日一2月13日              | 熱帶低氣壓       | 風力不詳      | 1002百帕斯卡 | 無                                                                    | 無            | 0        |      |
| 比安卡          | 2月18日一2月27日              | 四級強烈熱帶氣旋 | 每小時175公里 | 954百帕斯卡  | 無                                                                    | 無            | 0        |      |
| 阿爾弗雷德      | 2月20日一3月9日               | 四級強烈熱帶氣旋 | 每小時165公里 | 954百帕斯卡  | 威里斯島、昆士蘭州、新南威爾士州                                      | 11.8億        | 1        |      |
| 23U（伊沃娜）   | 3月5日一3月7日                | 熱帶低氣壓       | 每小時35公里  | 1002百帕斯卡 | 無                                                                    | 無            | 0        |      |
| 25U             | 3月17日一3月21日              | 一級熱帶氣旋     | 每小時75公里  | 998百帕斯卡  | 聖誕島、科科斯群島                                                    | 無            | 0        |      |
| 考特妮          | 3月22日一3月29日              | 五級強烈熱帶氣旋 | 每小時205公里 | 934百帕斯卡  | 無                                                                    | 無            | 0        |      |
| 黛安娜          | 3月25日一3月29日              | 二級熱帶氣旋     | 每小時95公里  | 984百帕斯卡  | 金伯利                                                                | 很少          | 0        |      |
| 埃羅爾          | 4月9日一4月18日               | 五級強烈熱帶氣旋 | 每小時205公里 | 936百帕斯卡  | 印度尼西亞（馬魯古省）、金伯利                                        | 很少          | 0        |      |
| 30U             | 4月13日一4月23日              | 熱帶低氣壓       | 每小時65公里  | 998百帕斯卡  | 印度尼西亞（馬魯古省）昆士蘭州（馬蓬、韦帕）、北領地 （北領地最北端） | 無            | 0        |      |
| 33U             | 5月9日一5月12日               | 熱帶低氣壓       | 每小時65公里  | 1000百帕斯卡 | 巴布亞新幾內亞、印度尼西亞（南巴布亞省）                              | 無            | 0        |      |
| 34U             | 5月11日一5月14日              | 熱帶低氣壓       | 每小時45公里  | 1003百帕斯卡 | 所羅門群島、拉納爾島                                                  | 無            | 0        |      |
| 季節總結        |                               |                  |               |              |                                                                       |               |          |      |
| 26個熱帶系統    | 2024年11月18日一2025年5月14日 |                  | 每小時205公里 | 927百帕斯卡  |                                                                       | >19.1億       | 54       |      |

## 風暴名稱

### 雅加達熱帶氣旋警告中心
如果一個熱帶氣旋在南緯0-10度和東經90-125度之間形成，雅加達熱帶氣旋警告中心就會使用下列列表中的名字為它命名。
| Bakung（未用） | Cempaka（未用） | Dahila（未用） | Flamboyan（未用） | Kenanga（未用） |
| Lili（未用）   | Mangga（未用）  | Seroja（未用） | Teratai（未用）   | Anggur（未用）  |

### 莫爾茲比港熱帶氣旋警告中心
如果一個熱帶氣旋在南緯0-約10度和東經約141-約160度之間形成，在巴布亞新幾內亞的莫爾茲比港熱帶氣旋警告中心就會為它命名。在此區形成的熱帶氣旋比較罕見，在2007年氣旋季後此區一直沒有熱帶氣旋形成。此區的熱帶氣旋名字會在下列列表中隨機使用. 
| Alu（未用）  | Buri（未用） | Dodo（未用） | Emau（未用） | Fere（未用）  |
| Hibu（未用） | Ila（未用）  | Kama（未用） | Lobu（未用） | Maila（未用） |

### 澳大利亞國家氣象局
由2008–09年氣旋季開始，澳大利亞國家氣象局只會使用一個列表的名字為熱帶氣旋命名。但澳大利亞國家氣象局仍在珀斯、達爾文和布里斯本設熱帶氣旋警告中心。並監控在澳大利亞地區的熱帶氣旋和為在雅加達熱帶氣旋警告中心和莫爾茲比港熱帶氣旋警告中心地區形成的熱帶氣旋發出特別警告。橙色字體為下一個將會使用的名字。
| Robyn  | Sean     | Taliah | Vince | Zelia        | Alfred        |
| Bianca | Courtney | Dianne | Errol | Fina（未用） | Grant（未用） |

## 外部連結
- 澳大利亞國家氣象局（页面存档备份，存于）
- 美國聯合颱風警報中心（页面存档备份，存于）
- 雅加达热带气旋警告中心（页面存档备份，存于）
- 莫爾茲比港熱帶氣旋警告中心（页面存档备份，存于）